# Marktbergel

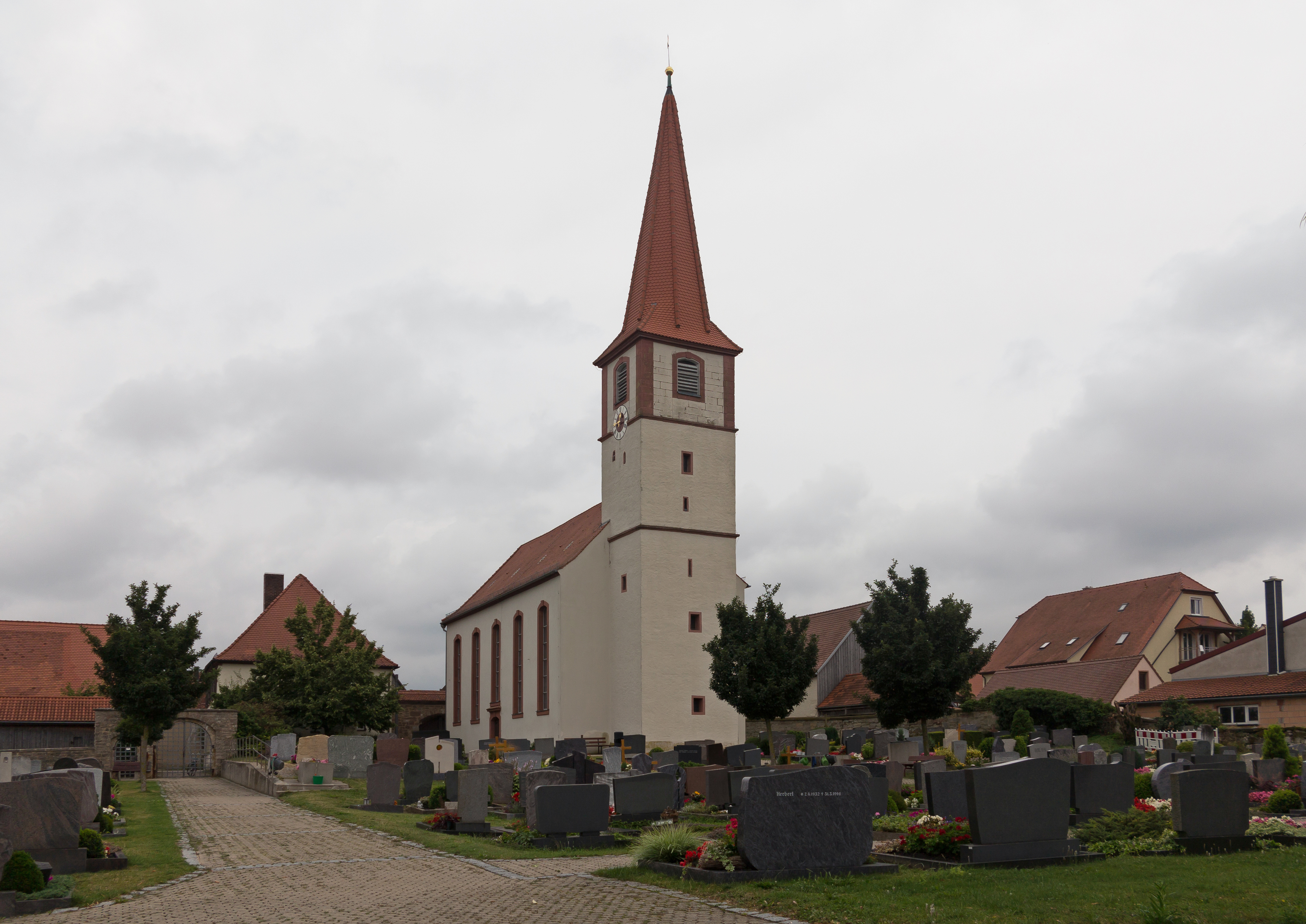
Die (ab etwa 1528) evangelisch-lutherische Pfarrkirche Sankt Veit

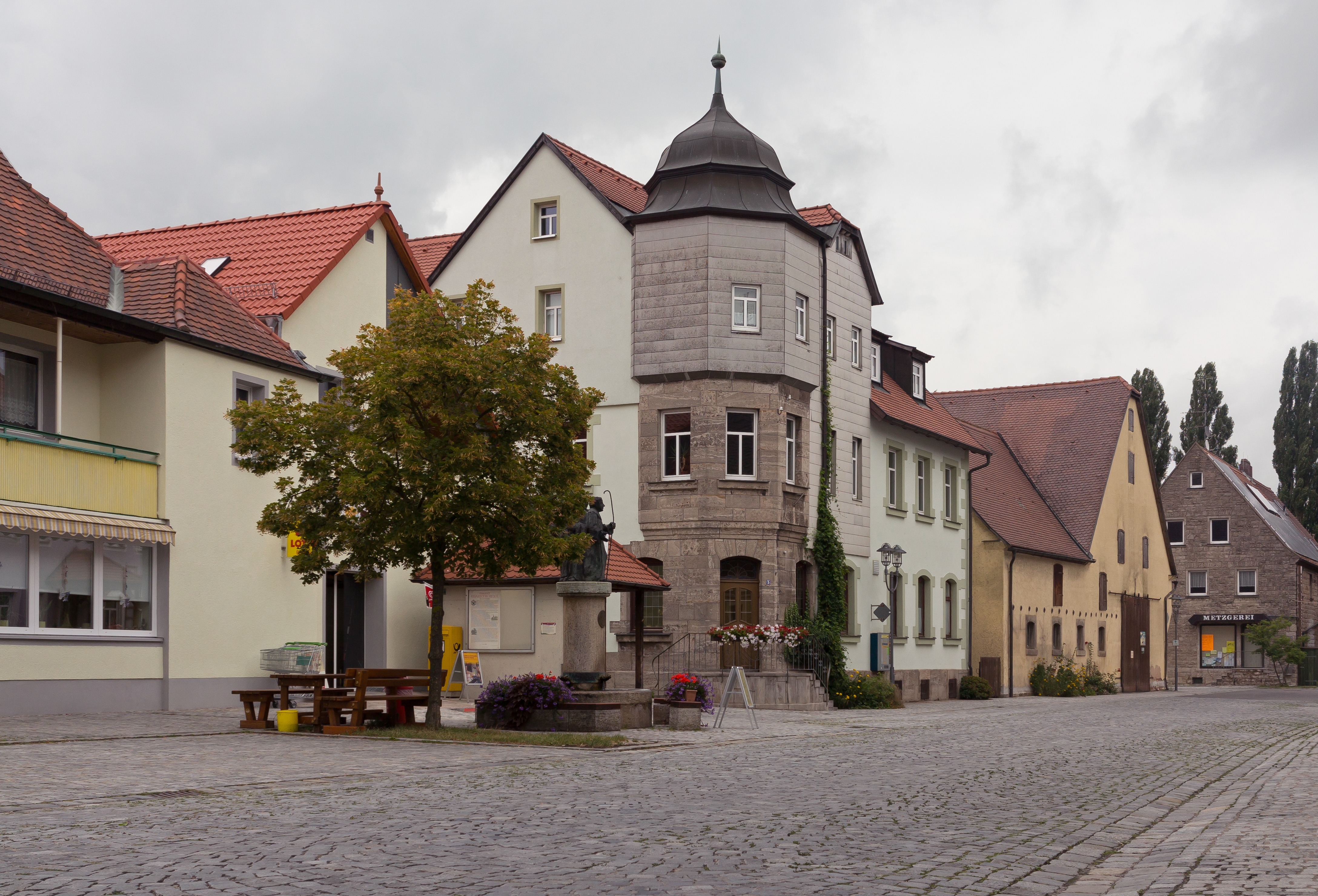
Blick auf die Würzburger Straße

Marktbergel (fränkisch: Bärgl) ist ein Markt im Landkreis Neustadt an der Aisch-Bad Windsheim (Mittelfranken, Bayern).

## Geografie

### Geografische Lage
Das Gemeindegebiet liegt östlich von Burgbernheim im nördlichsten Teil des Naturparks Frankenhöhe und der Frankenhöhe sowie darunter in der Tiefebene der Windsheimer Bucht, wo es im Norden bis an die Aischquelle und den Oberlauf der Aisch reicht, an dem das Terrain bis auf 317 m ü. NHN abfällt.
Das namengebende Pfarrdorf liegt wenig vor der Schichtstufe zur Frankenhöhe auf etwa 364 m ü. NHN und wird vom zur Aisch hin entwässernden Nutzbach durchflossen, der weiter talabwärts mit dem Pfarrdorf Ottenhofen auch den zweitgrößten Ortsteil passiert. Auf der Frankenhöhe liegen dagegen die Gemeindeteile Munasiedlung, nahe an welcher die Fränkische Rezat entspringt, und Ermetzhof am Krummbach, einem Zufluss der obersten Altmühl. Nahe beim Ermetzhof erreicht das Gemeindegebiet auf dem Büttelberg, über den die Europäische Hauptwasserscheide zwischen Nordsee und Schwarzem Meer es durchzieht, auch seinen mit 531 m ü. NHN höchsten Punkt.

### Nachbargemeinden
Nachbarkommunen sind reihum von Norden über Osten bis Südosten die Gemeinde Illesheim, im Südosten die Gemeinde Oberdachstetten, im Süden der Markt Colmberg und die Gemeinde Windelsbach, alle drei im Nachbar-Landkreis Ansbach, schließlich vom Südwesten über den Westen bis zurück in den Norden die Kleinstadt Burgbernheim wieder im eigenen Landkreis.

### Gemeindegliederung
Die Gemeinde hat vier Gemeindeteile (in Klammern ist der Siedlungstyp angegeben):
- Ermetzhof (Dorf)
- Marktbergel (Hauptort)
- Munasiedlung (Siedlung)
- Ottenhofen (Pfarrdorf)

Es gibt auf dem Gemeindegebiet die Gemarkungen Ermetzhof, Marktbergel und Ottenhofen. Die Gemarkung Marktbergel hat eine Fläche von 15,389 km². Sie ist in 2201 Flurstücke aufgeteilt, die eine durchschnittliche Fläche von 6991,67 m² haben. In ihr liegt neben dem namensgebenden Ort der Gemeindeteil Munasiedlung.

## Geschichte

### Frühgeschichte
In den Jahren 1996 und 2002 konnte bei Marktbergel Fundmaterial der neolithischen Goldberggruppe ausgegraben werden. Aufgrund günstiger Erhaltungsbedingungen blieb ein reiches Faunenmaterial erhalten. Etwa 500 Knochen waren bestimmbar. An Haustieren sind Rind, Schwein, Schaf/Ziege und Hund belegt. Aufgrund der an dem Material beobachteten Großwüchsigkeit der domestizierten Formen war eine größere Gruppe von Rindern und Schweinen nicht sicher als Wild- oder Hausform zu klassifizieren.
Unter den Knochen konnten Stücke ausgesondert werden, die für die Fragestellung der Nutzung tierischer Arbeitskraft im Neolithikum von Interesse sind. Aufgrund morphologischer Beckenmerkmale, metrischer Kriterien und Robustizität konnten ein weibliches und vier, evtl. fünf männliche Individuen sicher als Hausrinder bestimmt werden. Ferner ließen sich aufgrund eindeutiger Merkmale zwei der Becken kastrierten Tieren, also Ochsen zuweisen. Damit gelang in unseren Breiten der älteste Nachweis für den Einsatz von Ochsen als Zugtiere. Dafür sprechen erweiterte Gelenkflächen, die häufig durch Überbelastung entstehen. Die Zahl von zwei nachgewiesenen kastrierten unter acht bestimmten Hausrindern ist beachtlich.
Belege für Wagen in diesem Zeitabschnitt stehen noch aus. Denkbar ist aber das Ziehen von Schleifen oder Pflügen.

### Ortsgeschichte

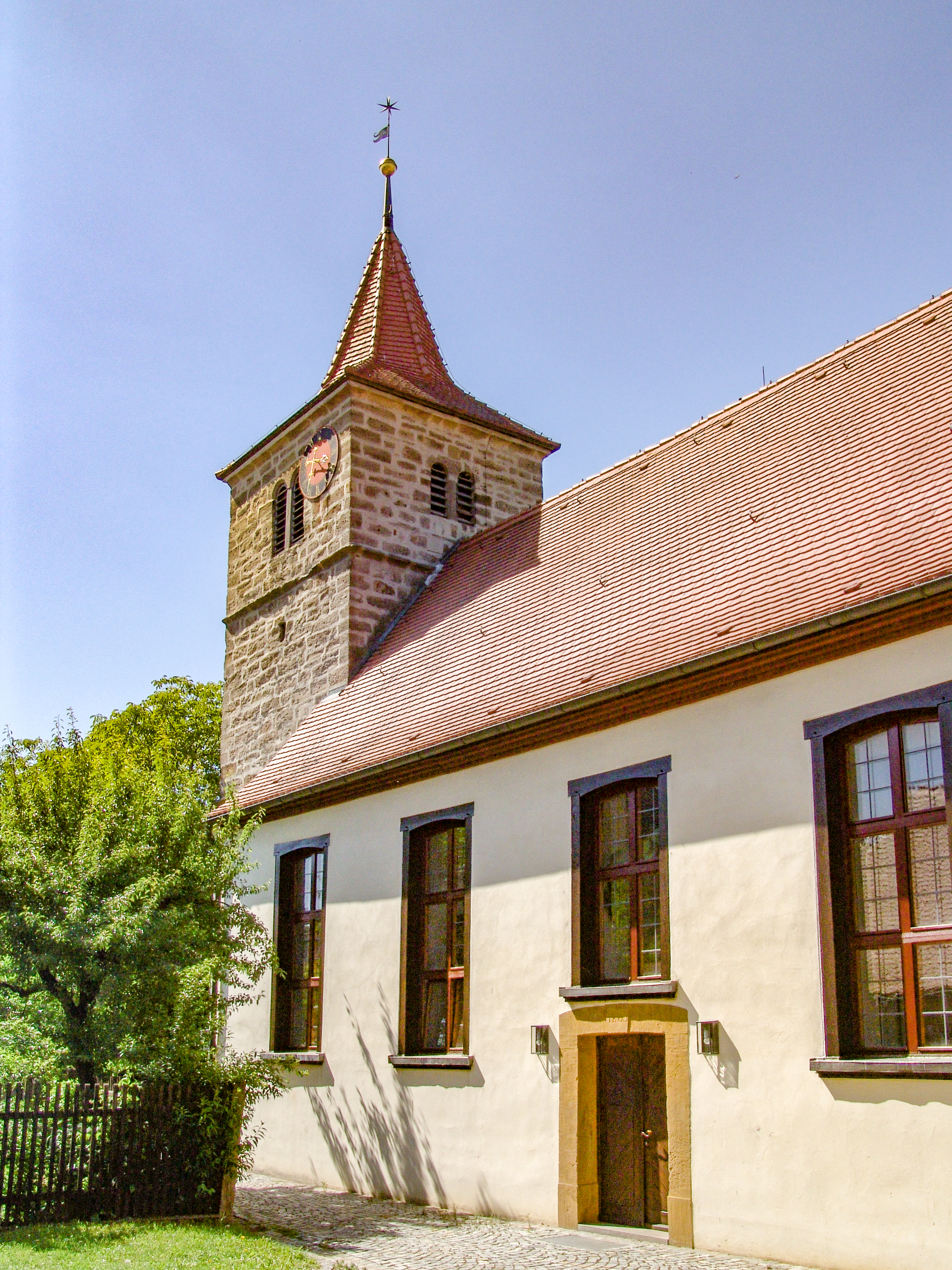
St. Kilian, evangelisch-lutherische Nebenkirche Am Niederhof 5

Marktbergel bestand ursprünglich aus den drei Siedlungen Niederhofen (mit der Pfarrei St. Kilian, ein Patronat des Deutschordens), Weiler und Bergel. Der Ort Bergel wurde in einer Urkunde, die im Zeitraum zwischen 750 und 802 entstand, als „Bergele“ erstmals namentlich erwähnt. Der Ortsname leitet sich von ahd. „bergelîn“ (= Berglein) ab. Weiler wurde erstmals in einer Wildbannurkunde von Kaiser Otto III. für den Bischof Heinrich von Würzburg, ausgestellt am 1. Mai 1000, als „Uuilere“ genannt und als zwanzigster Grenzpunkt benannt. Niederhofen wurde 1415 als „Nydernhouen“ erstmals schriftlich erwähnt.
Während der Zeit der Stammesherzogtümer lag Marktbergel im Herzogtum Franken. Zwischen 1303 und 1312 erwarben die Burggrafen von Nürnberg Besitz in diesen Siedlungen. 1312 wurden die drei Orte zu einer Dorfgemeinschaft zusammengeführt und mit Marktrecht versehen. Mit Zustimmung von Kaiser Ludwig dem Bayern erhob der Nürnberger Burggraf Friedrich IV. 1328 den Ort zur Stadt. Karl IV. bestätigte dies 1355.
Das Kloster Heilsbronn erhielt 1337 von dem Windsheimer Bürger Konrad Lieb 31⁄2 Tagewerk Wiesen und 2 Morgen großes Weingut in Bergel. 1433 erwarb das Kloster ein Gut in Bergel.
Während des Dreißigjährigen Krieges lagen im Oktober 1621 Truppen von Peter Ernst II. von Mansfeld für einige Tage in Marktbergel und Umgebung. Im Herbst 1631 plünderten kaiserliche Verbände den Ort.
Gegen Ende des 18. Jahrhunderts gab es in Bergel 116 Anwesen. Das Hochgericht und die Dorf- und Gemeindeherrschaft übte das brandenburg-bayreuthische Schultheißenamt Markt Bergel aus. Grundherren waren das Schultheißenamt Bergel (Pfarrhaus, Schulhaus, Hirtenhaus, Rathaus, Fronveste, 2 Gemeindehäuser, 106 Häuser), die Reichsstadt Windsheim (2 Güter) und das Rittergut Obernzenn-Aberdar (1 Haus).
Von 1797 bis 1810 unterstand der Ort dem Justizamt Külsheim und Kammeramt Ipsheim. 1810 kam Bergel an das Königreich Bayern. Im Rahmen des Gemeindeediktes wurde 1811 der Steuerdistrikt Bergel gebildet, zu dem Birkach, Burghausen, Hornau, Poppenbach und Preuntsfelden gehörten. Die 1817 gebildete Munizipalgemeinde war deckungsgleich mit dem Steuerdistrikt. Sie war in Verwaltung und Gerichtsbarkeit dem Landgericht Windsheim zugeordnet und in der Finanzverwaltung dem Rentamt Ipsheim. Mit dem Zweiten Gemeindeedikt (1818) entstanden vier Gemeinden:
- Munizipalgemeinde Bergel;
- Ruralgemeinde Burghausen;
- Ruralgemeinde Poppenbach;
- Ruralgemeinde Preuntsfelden mit Birkach und Hornau.[22]

Ab 1862 gehörte Bergel zum Bezirksamt Uffenheim (1939 in Landkreis Uffenheim umbenannt) und ab 1856 zum Rentamt Windsheim (1919 in Finanzamt Windsheim umbenannt, seit 1972 Finanzamt Uffenheim). Die Gerichtsbarkeit blieb beim Landgericht Windsheim (1879 in Amtsgericht Windsheim umbenannt), seit 1973 ist das Amtsgericht Neustadt an der Aisch zuständig. Die Gemeinde hatte 1964 eine Gebietsfläche von 15,399 km².
Am 20. Februar 1962 wurde der Gemeindename Bergel amtlich in Marktbergel geändert.

### Eingemeindungen
Im Zuge der Gebietsreform in Bayern wurden am 1. Juli 1972 die Gemeinde Ermetzhof und am 1. Januar 1978 die Gemeinde Ottenhofen eingegliedert.

### Einwohnerentwicklung
Im Zeitraum 1988 bis 2018 stieg die Einwohnerzahl von 1467 auf 1544 um 77 Einwohner bzw. um 5,3 %.
Gemeinde Marktbergel
| Jahr      | 1987   | 2005   | 2010   | 2011   | 2012   | 2013   | 2014   | 2015   | 2016   | 2017   | 2018   |
| Einwohner | 1471   | 1645   | 1557   | 1528   | 1509   | 1525   | 1541   | 1547   | 1577   | 1557   | 1544   |
| Häuser    | 420    |        |        | 507    | 511    | 511    | 513    | 514    | 517    | 518    | 521    |
| Quelle    | [ 28 ] | [ 29 ] | [ 29 ] | [ 29 ] | [ 29 ] | [ 29 ] | [ 29 ] | [ 29 ] | [ 29 ] | [ 29 ] | [ 29 ] |

Ort Marktbergel (= Gemeinde Marktbergel bis zur Gebietsreform)
| Jahr      | 1818   | 1840   | 1852   | 1855   | 1861   | 1867   | 1871   | 1875   | 1880   | 1885   | 1890   | 1895   | 1900   | 1905   | 1910   | 1919   | 1925   | 1933   | 1939   | 1946   | 1950   | 1952   | 1961   | 1970   | 1987   | 2014   |
| Einwohner | 767    | 878    | 965    | 919    | 956    | 960    | 977    | 1013   | 1073   | 1093   | 1033   | 990    | 976    | 886    | 886    | 869    | 829    | 806    | 990    | 1522   | 2020   | 1739   | 1379   | 1324   | 1204   | 1298   |
| Häuser    | 116    | 139    |        |        |        |        | 182    |        |        | 202    | 202    |        | 197    |        |        |        | 191    |        |        |        | 234    |        | 260    |        | 338    |        |
| Quelle    | [ 30 ] | [ 31 ] | [ 32 ] | [ 32 ] | [ 33 ] | [ 34 ] | [ 35 ] | [ 36 ] | [ 37 ] | [ 38 ] | [ 39 ] | [ 32 ] | [ 40 ] | [ 32 ] | [ 41 ] | [ 32 ] | [ 42 ] | [ 32 ] | [ 32 ] | [ 32 ] | [ 43 ] | [ 32 ] | [ 24 ] | [ 44 ] | [ 28 ] | [ 45 ] |

## Politik

### Marktgemeinderat
Die Kommunalwahl am 15. März 2020 führte zu folgender Sitzverteilungen im Marktgemeinderat:
- CSU/Wählergemeinschaft zehn Sitze
- Freie Wähler zwei Sitze

### Wappen und Flagge
Wappen
| Wappen von Marktbergel | Blasonierung: „Geviert; 1 und 4: in Silber eine blaue Traube mit beblättertem grünem Stiel; 2 und 3: geviert von Silber und Schwarz.“ |
| Wappen von Marktbergel | Wappenbegründung: Die Vierung von Silber und Schwarz ist das zollerische Stammwappen und weist auf die Landesherrschaft der Burggrafen von Nürnberg und späteren Markgrafen von Brandenburg. Die Trauben versinnbildlichen den traditionellen Weinanbau im Gemeindegebiet. In einer Wappenzeichnung von 1717 sind die Felder mit den Trauben golden tingiert. Im Wappenkalender von 1767 sind die Felder vertauscht. Marktbergel führt seit dem 16. Jahrhundert ein Wappen. |

Flagge
Die Gemeindeflagge ist grün-weiß-schwarz.

### Verwaltung
Sitz der Verwaltung ist der Hauptort Marktbergel. Die Gemeinde ist Mitglied der Verwaltungsgemeinschaft Burgbernheim.

## Baudenkmäler
- Rathaus
- Kirchhofmauer

## Wirtschaft und Infrastruktur

### Verkehr
Marktbergel wird unmittelbar östlich von der Bundesstraße 13 tangiert, die nach Oberdachstetten (5 km südöstlich) bzw. nach Uffenheim (15 km nordwestlich) führt. Die Kreisstraße NEA 43 führt nach Burgbernheim (3 km westlich) bzw. nach Westheim (4 km nordöstlich). Eine Gemeindeverbindungsstraße führt nach Ottenhofen (1,1 km nördlich).

### Öffentliche Einrichtungen
In der Gemeinde befand sich bis 2006 ein Standort der Bundeswehr. In der Frankenkaserne auf dem Areal der ehemaligen Munitionsanstalt (MUNA) war bis zur Auflösung das Verteidigungsbezirkskommando 63 (VBK 63) stationiert, das für die Regierungsbezirke Mittelfranken und Schwaben zuständig war.
Nach Schließung der Kaserne zum 1. Juli 2006 stand die Liegenschaft zum Verkauf und war ungenutzt. Am 30. Juli 2008 wurde sie an die US-Streitkräfte übergeben, die sie seitdem weiter nutzen, wie schon vorher die Standortschießanlage und das restliche Gelände der ehemaligen MUNA.

## Persönlichkeiten
- Johann Arnoldus Bergellanus, Korrektor und Verfasser eines lateinischen Gedichts, 1. Hälfte des 16. Jahrhunderts